# Оук-Блаффс (Массачусетс)
Оук-Блаффс (англ. Oak Bluffs) — місто (англ. town) в США, в окрузі Дюкс штату Массачусетс. Населення — 5341 особа (2020).

## Клімат
Місто знаходиться у зоні, котра характеризується вологим субтропічним кліматом. Найтепліший місяць — липень із середньою температурою 20.7 °C (69.2 °F). Найхолодніший місяць — січень, із середньою температурою -1.1 °С (30 °F).
| Клімат Оук-Блаффса      | Клімат Оук-Блаффса | Клімат Оук-Блаффса | Клімат Оук-Блаффса | Клімат Оук-Блаффса | Клімат Оук-Блаффса | Клімат Оук-Блаффса | Клімат Оук-Блаффса | Клімат Оук-Блаффса | Клімат Оук-Блаффса | Клімат Оук-Блаффса | Клімат Оук-Блаффса | Клімат Оук-Блаффса | Клімат Оук-Блаффса |
| Показник                | Січ.               | Лют.               | Бер.               | Квіт.              | Трав.              | Черв.              | Лип.               | Серп.              | Вер.               | Жовт.              | Лист.              | Груд.              | Рік                |
| Абсолютний максимум, °C | 15                 | 15                 | 18                 | 26                 | 28                 | 36                 | 34                 | 33                 | 31                 | 27                 | 23                 | 18                 | 36                 |
| Середній максимум, °C   | 3,4                | 4,5                | 7,5                | 12,4               | 18,1               | 22,6               | 25,8               | 25,6               | 21,7               | 16,7               | 11,8               | 6,5                | 14,8               |
| Середня температура, °C | −1,1               | −0,3               | 2,8                | 7,3                | 12,6               | 17,4               | 20,7               | 20,3               | 16,2               | 11,1               | 6,9                | 1,8                | 9,7                |
| Середній мінімум, °C    | −5,6               | −5                 | −1,9               | 2,1                | 7,1                | 12,4               | 15,6               | 15                 | 10,6               | 5,4                | 2,1                | −2,9               | 4,6                |
| Абсолютний мінімум, °C  | −21                | −22                | −16                | −7                 | 0                  | 5                  | 10                 | 10                 | 2                  | −1                 | −9                 | −18                | −22                |
| Норма опадів, мм        | 86.4               | 81.3               | 116.8              | 96.5               | 83.8               | 83.8               | 73.7               | 101.6              | 106.7              | 104.1              | 114.3              | 99.1               | 1148.1             |
| Днів з дощем            | 8                  | 6                  | 9                  | 7                  | 6                  | 4                  | 4                  | 5                  | 4                  | 5                  | 7                  | 8                  | 79                 |
| ----------------------- | ------------------ | ------------------ | ------------------ | ------------------ | ------------------ | ------------------ | ------------------ | ------------------ | ------------------ | ------------------ | ------------------ | ------------------ | ------------------ |
| Джерело: Weatherbase    |                    |                    |                    |                    |                    |                    |                    |                    |                    |                    |                    |                    |                    |

## Демографія
Згідно з переписом 2010 року, у місті мешкало 4527 осіб у 1989 домогосподарствах у складі 1095 родин. Було 4346 помешкань
Расовий склад населення:
| - 84,1 % — білих - 4,9 % — чорних або афроамериканців - 1,1 % — азіатів - 1,0 % — корінних американців - 0,1 % — вихідців з тихоокеанських островів - 3,9 % — осіб інших рас |

До двох чи більше рас належало 4,9 %. Частка іспаномовних становила 2,4 % від усіх жителів.
За віковим діапазоном населення розподілялося таким чином: 19,2 % — особи молодші 18 років, 63,3 % — особи у віці 18—64 років, 17,5 % — особи у віці 65 років та старші. Медіана віку мешканця становила 44,4 року. На 100 осіб жіночої статі у місті припадало 96,5 чоловіків;  на 100 жінок у віці від 18 років та старших — 94,8 чоловіків також старших 18 років.
Середній дохід на одне домашнє господарство  становив 90 920 доларів США (медіана — 66 091), а середній дохід на одну сім'ю — 117 249 доларів (медіана — 107 821). Медіана доходів становила 70 825 доларів для чоловіків та 56 941 долар для жінок. За межею бідності перебувало 12,2 % осіб, у тому числі 23,3 % дітей у віці до 18 років та 18,3 % осіб у віці 65 років та старших.
Цивільне працевлаштоване населення становило 2366 осіб. Основні галузі зайнятості: освіта, охорона здоров'я та соціальна допомога — 22,1 %, науковці, спеціалісти, менеджери — 18,0 %, роздрібна торгівля — 11,4 %, мистецтво, розваги та відпочинок — 10,1 %.